# Japan Open Tennis Championships 2023 - Qualificazioni singolare
Le qualificazioni del singolare maschile del Japan Open Tennis Championships 2023 sono state un torneo di tennis preliminare per accedere alla fase finale della manifestazione. I vincitori dell'ultimo turno entreranno di diritto nel tabellone principale. In caso di ritiro di uno o più giocatori aventi diritto a questi sono subentrati i lucky loser, ossia i giocatori che hanno perso nell'ultimo turno ma che avevano una classifica più alta rispetto agli altri partecipanti che avevano comunque perso nel turno finale.

## Teste di serie
1. Rinky Hijikata (ultimo turno)
2. Marcos Giron (qualificato)
3. Jack Draper (qualificato)
4. Tarō Daniel (qualificato)

1. Cristian Garín (qualificato)
2. Jurij Rodionov (ultimo turno)
3. Brandon Nakashima (primo turno)
4. Wu Tung-lin (primo turno)

## Qualificati
1. Cristian Garín
2. Marcos Giron

1. Jack Draper
2. Tarō Daniel

## Tabellone

### Legenda
| - Q = Qualificato - WC = Wild card - LL = Lucky loser | - ALT = Alternate - SE = Special Exempt - PR = Protected Ranking | - w/o = Walkover - r = Ritirato - d = Squalificato |

### Sezione 1
|  | Primo turno | Primo turno    | Primo turno    | Primo turno | Primo turno |  |  | Ultimo turno | Ultimo turno   | Ultimo turno | Ultimo turno | Ultimo turno |  |
|  |             |                |                |             |             |  |  |              |                |              |              |              |  |
|  | 1           | Rinky Hijikata | Rinky Hijikata | 6           | 7           |  |  |              |                |              |              |              |  |
|  | WC          | Naoki Nakagawa | Naoki Nakagawa | 4           | 5           |  |  | 1            | Rinky Hijikata | 7            | 3            | 2            |  |
|  |             | Philip Sekulic | Philip Sekulic | 63          | 3           |  |  | 5            | Cristian Garín | 5            | 6            | 6            |  |
|  | 5           | Cristian Garín | Cristian Garín | 7           | 6           |  |  |              |                |              |              |              |  |

### Sezione 2
|  | Primo turno | Primo turno       | Primo turno   | Primo turno | Primo turno |  |  | Ultimo turno | Ultimo turno      | Ultimo turno      | Ultimo turno | Ultimo turno |  |
|  |             |                   |               |             |             |  |  |              |                   |                   |              |              |  |
|  | 2           | Marcos Giron      | Marcos Giron  | 6           | 6           |  |  |              |                   |                   |              |              |  |
|  | WC          | Kaichi Uchida     | Kaichi Uchida | 4           | 3           |  |  | 2            | Marcos Giron      | Marcos Giron      | 6            | 6            |  |
|  |             | Yasutaka Uchiyama | 7             | 4           | 6           |  |  |              | Yasutaka Uchiyama | Yasutaka Uchiyama | 3            | 2            |  |
|  | 7           | Brandon Nakashima | 6             | 6           | 3           |  |  |              |                   |                   |              |              |  |

### Sezione 3
|  | Primo turno | Primo turno    | Primo turno  | Primo turno | Primo turno |  |  | Ultimo turno | Ultimo turno   | Ultimo turno   | Ultimo turno | Ultimo turno |  |
|  |             |                |              |             |             |  |  |              |                |                |              |              |  |
|  | 3           | Jack Draper    | Jack Draper  | 6           | 6           |  |  |              |                |                |              |              |  |
|  |             | Yūta Shimizu   | Yūta Shimizu | 4           | 4           |  |  | 3            | Jack Draper    | Jack Draper    | 6            | 6            |  |
|  | WC          | Hiroki Moriya  | 4            | 7           | 3           |  |  | 6            | Jurij Rodionov | Jurij Rodionov | 1            | 0            |  |
|  | 6           | Jurij Rodionov | 6            | 5           | 6           |  |  |              |                |                |              |              |  |

### Sezione 4
|  | Primo turno | Primo turno | Primo turno | Primo turno | Primo turno |  |  | Ultimo turno | Ultimo turno | Ultimo turno | Ultimo turno | Ultimo turno |  |
|  |             |             |             |             |             |  |  |              |              |              |              |              |  |
|  | 4           | Tarō Daniel | 61          | 6           | 6           |  |  |              |              |              |              |              |  |
|  | Alt         | Jason Jung  | 7           | 3           | 3           |  |  | 4            | Tarō Daniel  | Tarō Daniel  | 7            | 6            |  |
|  |             | Rio Noguchi | 5           | 6           | 6           |  |  |              | Rio Noguchi  | Rio Noguchi  | 5            | 4            |  |
|  | 8           | Wu Tung-lin | 7           | 0           | 3           |  |  |              |              |              |              |              |  |